# Pasil
Pasil là một đô thị hạng 5 ở tỉnh Kalinga, Philippines. Theo điều tra dân số năm 2000 của Philipin, đô thị này có dân số 9.360 người trong 1.576 hộ.

## Các đơn vị hành chính
Pasil được chia ra 14 barangay.
- Ableg
- Balatoc
- Balinciagao Norte
- Cagaluan
- Colayo
- Dalupa
- Dangtalan
- Galdang (Casaloan)
- Guina-ang
- Magsilay
- Malucsad
- Pugong
- Balenciagao Sur
- Bagtayan